# Hijos de la Medianoche (cómic)
Los Hijos de la Medianoche son un equipo ficticio de superhéroes sobrenaturales nocturnos que aparecen en los cómics estadounidenses publicados por Marvel Comics. Incluyendo Hellstrom, Jennifer Kale, Morbius, Hombre Lobo, Doctor Strange así como los Ghost Riders Danny Ketch, Johnny Blaze y Robbie Reyes, el equipo apareció por primera vez en Ghost Rider (vol. 3) # 28 (noviembre de 1992). Desde diciembre de 1993 hasta agosto de 1994, Marvel marcó todas las historias que involucraban a los personajes del grupo con un sello y un tratamiento de portada distintivos.

## Historial de publicaciones
Los Hijos de la Medianoche apareció en varios crossovers de varios números de los títulos sobrenaturales de Marvel en la década de 1990. El primero, "Rise of the Midnight Sons", lanzó varios libros en la línea Hijos de la Medianoche, incluyendo Morbius (septiembre de 1992), Darkhold: Pages from the Book of Sins (octubre de 1992) y Nightstalkers (noviembre de 1992).
El grupo apareció en el cómic de antología de nueve números Midnight Sons Unlimited, que se publicó desde abril de 1993 hasta mayo de 1995.
Su crossover final fue el "Siege of Darkness" de diecisiete partes que se desarrolló desde diciembre de 1993 hasta enero de 1994. Apareció en dos números consecutivos de cada título de Hijos de la Medianoche, así como en cuatro números de Marvel Comics Presents (# 143-146). y dos números de Doctor Strange, un título recién incluido en la línea. Se anunció con un encarte de ocho páginas en varios cómics en octubre, noviembre y diciembre de 1993. Según el texto del anuncio, escrito por Jeffrey Lee Simmons.

...Por primera vez en la historia de Marvel, uno de nuestros grupos familiares está recibiendo su propia impronta familiar distintiva y tratamiento de cobertura. En el exterior de los libros, esto significa que todos los títulos de la familia compartirán un nuevo símbolo de portada, la daga Hijos de la Medianoche, así como tratamientos de portada similares. En el interior, los títulos de Hijos de la Medianoche tendrán una continuidad más fuerte, creando una subsección más emocionante y unida del Universo Marvel.

El anuncio también afirmaba que Hijos de la Medianoche era el "primer grupo familiar distinto".
"Siege of Darkness", sin embargo, marcó la cancelación de Darkhold: Pags. del Libro de los pecados, y la marca Hijos de la Medianoche no duró mucho más. Nightstalkers solo duró tres números más. Una serie de Blade y Blaze no logró captar el interés. El logotipo de Hijos de la Medianoche finalmente se eliminó de los títulos restantes, con fecha de portada de septiembre de 1994, aunque Morbius, Blade, Blaze, Doctor Strange, Ghost Rider (vol. 3), Marvel Comics Presents y los últimos tres números de Midnight Sons Unlimited continuaron en bajo el logo normal de Marvel.
El sello Marvel Edge debutó en 1995, incorporando algunos de los mismos títulos en curso que Hijos de la Medianoche, incluidos Doctor Strange: Hechicero Supremo y Ghost Rider.
Una encarnación diferente del equipo apareció en Marvel Zombies 3 y Marvel Zombies 4, debutando en 2008 y 2009 respectivamente.
En febrero de 2017, el artista de Caballero Luna Greg Smallwood expresó interés en una versión renovada de Hijos de la Medianoche, con un equipo compuesto por Caballero Luna, Blade, Ghost Rider, Doctor Strange y Hannibal King.

## Biografía ficticia del equipo

### Surgimiento de Hijos de la Medianoche
El equipo estaba formado por los Ghost Riders, Danny Ketch y Johnny Blaze después de que Ghost Rider recibió una visión en la que se enteró de que Lilith, la madre de todos los demonios (no la hija de Drácula, otro personaje de Marvel del mismo nombre) estaba resucitando y planteaba una gran figura. amenaza. Ella planeaba usar a sus hijos demonios, los Lilin, para apoderarse de la Tierra. Aunque Lilith tuvo muchos hijos, tuvo cuatro hijos que le fueron muy leales. Sus nombres eran Pilgrim, Nakota, Meatmarket y el más poderoso de los cuatro, Blackout. El viejo enemigo de Ghost Rider (Blackout no era un hijo real de Lilith originalmente, sino más bien un nieto. Más tarde fue asesinado y Lilith dio a luz a Blackout junto con sus otros hijos, convirtiéndolo así en uno de sus hijos reales). Aunque tendría muchos más hijos para ayudarla, el resto había abandonado a Lilith. Después de que fue encarcelada, muchos de los Lilin fueron dispersados o asesinados. Aquellos que estaban dispersos olvidaron los caminos de Lilith y siguieron adelante con sus vidas, excepto los sirvientes más fieles de Lilith.
El equipo estaba formado por Nightstalkers (Eric Brooks / Blade, Frank Drake y Hannibal King), Morbius, el Vampiro Viviente, los Espíritus de la Venganza (Danny Ketch / Ghost Rider, Johnny Blaze / Ghost Rider, y más tarde Michael Badilino / Vengeance), y los Redentores del Darkhold (Sam Buchanan, Victoria Montesi, Louise Hastings, y más tarde Modred el Místico y Jinx). Mientras reunía en secreto al equipo y los sub-equipos internos, desde detrás de escena, Doctor Strange no se unió oficialmente al equipo hasta la historia de Asedio de la Oscuridad.

### Masacre de Medianoche
La segunda reunión importante entre los Hijos de la Medianoche ocurrió cuando Blade, con un paje del Darkhold, se convirtió en la criatura demoníaca Switchblade. Mató a la mayoría de los Hijos de la Medianoche, y posteriormente tomó el poder y las armas de cada uno. Finalmente fue detenido cuando Louise Hastings usó un hechizo de contraataque del Darkhold.

### Asedio de la Oscuridad
El "Sitio de las tinieblas" consistió en dos historias posteriores en las que los Hijos de la Medianoche lucharon contra grupos conectados con los dos principales villanos, Lilith y Zarathos. En el arco de la primera historia, las cubiertas eran negras con contornos vagos, y los Hijos de la Medianoche lucharon contra los Lilin que estaban invadiendo la tierra en un humo misterioso que emanaba del Cementerio de Cypress Hills. Lilin incluida en este arco incluye a Bad Timing, Martine Bancroft, Blackout, Dark Legion, Meatmarket, Nakota, Outcast, Pilgrim, Sister Nil, Stonecold y Bloodthirst, que poseía a Morbius. En el arco de la segunda historia, las portadas presentaban un diseño que goteaba sangre, y los Hijos de la Medianoche lucharon contra Los Caídos, un grupo leal a Zarathos. Los Caídos incluyen Atrocity, Embyrre, Metarchus, Patriarch y Salomé.

#### El Lilin
Al comienzo de la historia, Ghost Rider y Blaze le dicen a los Nightstalkers, los Redentores del Darkhold y Morbius que han matado a Lilith y Zarathos. Los Nightstalkers, que son escépticos, investigan pero encuentran niebla que contiene a Lilin que ahora emana del Cementerio Cypress Hills. Cuando los otros Hijos de la Medianoche se unen a la lucha, descubren que, en lugar de matar a Lilith y Zarathos, Ghost Rider y Blaze han abierto un portal a Shadowside donde Lilin había sido exiliada. Se dividieron en dos grupos, uno dirigido por Ghost Rider y otro dirigido por Morbius. Cuidador, Doctor Strange y Vengeance también se unen a la lucha. El Cuidador afirma que Zarathos es más poderoso y debe proteger el Medallón de Poder. Doctor Strange teletransporta al grupo de Ghost Rider a su Sanctum Sanctorum. Se enteran por algunos Lilin que el equipo de Morbius tiene un traidor. El equipo que sigue a Morbius, que incluye a Louise Hastings, se esconde en uno de los antiguos laboratorios de Morbius. Louise Hastings descubre que Morbius ha sido infectado por la sangre de Lilin y Morbius la mata en secreto. Morbius ha sido tomado por Lilin Bloodthirst. Luego solicita la entrada al Sanctum Sanctorum del Doctor Strange. Sin saber que Morbius ha sido poseído, Doctor Strange le permite entrar, lo que permite que otros Lilin lo sigan. Doctor Strange convence a Morbius de luchar contra el control de Bloodthirst. Doctor Strange luego lanza un hechizo que hace que el Sanctum Sanctorum explote. Los Espíritus de la Venganza luego se enfrentan a Lilith y Zarathos en el Cementerio de Cypress Hills y usan el Medallón de Poder para enviar a Lilith y Lilin de regreso a Shadowside. El medallón del poder desaparece.

#### El Caído
Después de que Lilith es exiliada, parece como si un grupo llamado El Caído, leal a Zarathos, hubiera regresado del exilio. Los Caídos son una rama de la Sangre, el grupo al que pertenece Cuidador. El Caído dejó a la Sangre para seguir al mago Zarathos. Los Caídos vencieron rápidamente a los Hijos de la Medianoche y se llevaron cautivo a Cuidador. Los Hijos de la Medianoche se reagrupan en el Nightclub, y Cuidador envía un mensaje de que El Caído planea reclutar o matar a los miembros sobrevivientes de la Sangre. Los Hijos de la Medianoche encuentran a James Raydar, Patriarca y Truthsayer con diversos grados de éxito; Patriarca se une a Zarathos, Truthsayer es asesinado por Modred y James Raydar se une a los Hijos de la Medianoche junto con Embyrre, la hija de Raydar y uno de El Caído que se vuelve contra Zarathos cuando ve la nobleza de Morbius. Mientras tanto, Victoria Montesi descubre que ha sido impregnada de Chthon. Doctor Strange la ayuda tal como es siendo atacada por Salomé, una de El Caído, quien afirma que ella es la legítima Hechicera Suprema. Doctor Strange desaparece en otra dimensión y coloca a Victoria Montesi en una estasis mística. En su lugar aparece Strange, una construcción mística que Doctor Strange se basa libremente en sí mismo. Strange se une al resto de los Hijos de Medianoche en la lucha contra El Caído. Ghost Rider se enfrenta a Zarathos uno a uno, y Ghost Rider aparentemente es destruido y su poder absorbido por Zarathos. Los Hijos de la Medianoche luego luchan contra el Patriarca, Metarco y Atrocidad hasta detenerse, y el Caído se retiran. Caretaker revela que hay un miembro más de la Sangre con el que no han contactado, Foundry. Los Hijos de la Medianoche rastrean a Foundry, quien les da una espada llamada Justiciar. Ella afirma que debe estar templada con su propia sangre y se sacrifica. Blade luego usa Justiciar para matar a Patriarca, Metarchus y Atrocity con la ayuda de los otros Hijos de la Medianoche. Creen que la destrucción de The Fallen debilitará a Zarathos. Atacan a Zarathos directamente. Embyrre y James Raydar también atacan y mueren. Ghost Rider, cuyo espíritu fue absorbido por Zarathos, ahora aparentemente lo ataca desde adentro y Blade apuñala a Zarathos con Justiciar. Zarathos, con la espada en el pecho, se convierte en piedra. Johnny Blaze, Vengeance, Morbius, Blade, Hannibal King, Strange y Cuidador luego pasan por una ceremonia en la que son marcados con el símbolo de la daga llameante. Caretaker dice que se han convertido en los sucesores de la 'Orden de los Hijos de la Medianoche' original. Esta marca se coloca en los brazos de todos los miembros del nuevo equipo, además de Frank Drake, miembro de los Nightstalkers y un descendiente humano de Drácula y el Ghost Rider que aparentemente había sido destruido. A Drake no se le permitió tomar la marca debido a su relativa normalidad en comparación con los otros miembros que estaban afligidos sobrenaturalmente y destinados a ser forasteros. Sin embargo, se le permitió ser miembro asociado.

### Marvel Zombies
Un nuevo equipo de Hijos de la Medianoche está sancionado por A.R.M.O.R., una agencia gubernamental que monitorea y vigila realidades alternativas de la Tierra-616. El equipo es elegido por Morbius, quien recluta a Daimon "Hellstorm" Hellstrom (también conocido como el Hijo de Satanás), Jennifer Kale, Hombre Cosa y Hombre Lobo para contener el brote del virus zombi y evitar que se extienda al universo 616. El equipo hace una breve aparición al final de Marvel Zombies 3 y aparece completamente en Marvel Zombies 4.

### Condenación
Durante la historia de Damnation, Wong y el fantasma del perro de Doctor Strange, Bats, reunieron a Blade, Doctor Voodoo, Elsa Bloodstone, Ghost Rider, Caballero Luna, Iron Fist y Hombre Cosa para formar la última encarnación de los Hijos de la Medianoche para que pudieran ayudar. Doctor Strange lucha contra las fuerzas de Mephisto en Las Vegas.

## En otros medios

### Videojuegos
- Uno de los miembros de Hijos de la Medianoche aparece en la serie Marvel: Ultimate Alliance:
  - El primer juego tiene a Doctor Strange, Ghost Rider (Johnny Blaze) y Blade como personajes jugables en todas las versiones, mientras que Caballero Luna se puede jugar exclusivamente en las consolas de séptima generación PlayStation 3 y en el relanzamiento del juego en 2016. En cuanto a Vengeance (Michael Badilino) y Araña Escarlata (Ben Reilly), actúan como disfraces tanto para Ghost Rider (Johnny Blaze) como para Spider-Man (Peter Parker) respectivamente en las versiones de Raven Software.
  - Blade y Iron Fist (Daniel Rand) son los únicos miembros de Hijos de la Medianoche que se pueden jugar en versiones específicas de Marvel: Ultimate Alliance 2.
  - Marvel Ultimate Alliance 3: The Black Order tiene a Doctor Strange, Ghost Rider (Johnny Blaze) y Elsa Bloodstone como personajes jugables en el lanzamiento inicial del juego. Pronto les sigue Morbius el Vampiro Viviente como parte del paquete DLC de Marvel Knights junto con Punisher, Blade y Caballero Luna.
- En un juego MMO de Marvel Heroes ahora desaparecido, uno de los miembros de Hijos de la Medianoche, Blade, Gata Negra, Doctor Strange, Ghost Rider, Iron Fist, Caballero Luna y Punisher aparecieron como personajes jugables; mientras que las variantes Araña Escarlata y Sensational Spider-Man de Ben Reilly actúan como disfraces para Spider-Man (Peter Parker).
- En 2021, el editor de videojuegos 2K y Firaxis Games anunciaron Marvel's Midnight Suns, un juego de rol táctico con Blade, Wolverine, Ghost Rider (Robbie Reyes), Doctor Strange, Iron Man, Capitán América, Capitana Marvel, Nico Minoru, Magik y más, que se lanzará en marzo de 2022.[25]

## Crossovers
- Rise of the Midnight Sons
  - Ghost Rider vol. 3 #28 (Parte 1)
  - Ghost Rider/Blaze: Spirits of Vengeance #1 (Parte 2)
  - Morbius: The Living Vampire #1 (Parte 3)
  - Darkhold: Page from the Book of Sins #1 (Parte 4)
  - Nightstalkers #1 (Parte 5)
  - Ghost Rider vol. 3 #31 (Parte 6)
- Midnight Massacre
  - Nightstalkers #10 (Parte 1)
  - Ghost Rider vol. 3 #40 (Parte 2)
  - Darkhold: Page from the Book of Sins #11 (Parte 3)
  - Morbius: The Living Vampire #12 (Parte 4)
  - Ghost Rider/Blaze: Spirits of Vengeance #13 (Parte 5)
- Road To Vengeance: Missing Link
  - Ghost Rider vol. 3 #41 (Parte 1)
  - Ghost Rider/Blaze:Spirits of Vengeance #14 (Parte 2)
  - Ghost Rider vol. 3 #42 (Parte 3)
  - Ghost Rider/Blaze: Spirits of Vengeance #15 (Parte 4)
  - Ghost Rider vol. 3 #43 (Parte 5)
  - Ghost Rider/Blaze: Spirits of Vengeance #16 (Parte 6)
- Siege of Darkness
  - Nightstalkers #14 (Parte 1)
  - Ghost Rider vol. 3 #44 (Parte 2)
  - Marvel Comics Presents #143 (Parte 3)
  - Darkhold: Page from the Book of Sins #15 (Parte 4)
  - Morbius: The Living Vampire #16 (Parte 5)
  - Marvel Comics Presents #144 (Parte 6)
  - Doctor Strange, Sorcerer Supreme #60 (Parte 7)
  - Ghost Rider/Blaze: Spirits of Vengeance #17 (Parte 8)
  - Nightstalkers #15 (Parte 9)
  - Ghost Rider vol. 3 #45 (Parte 10)
  - Marvel Comics Presents #145 (Parte 11)
  - Darkhold: Page from the Book of Sins #16 (Parte 12) - número final de la serie
  - Morbius: The Living Vampire #17 (Parte 13)
  - Marvel Comics Presents #146 (Parte 14)
  - Doctor Strange, Sorcerer Supreme #61 (Parte 15)
  - Ghost Rider/Blaze: Spirits of Vengeance #18 (Parte 16)
  - Midnight Sons Unlimited #4 (Parte 17)
  - Silver Sable and the Wild Pack #19

## Ediciones recopiladas
- Rise of the Midnight Sons (Ghost Rider vol. 3 #28, 31; Spirits of Vengeance #1, Morbius: The Living Vampire #1, Darkhold #1, Nightstalkers #1)